# Linia kolejowa nr 913
Linia kolejowa nr 913 – niezelektryfikowana, jednotorowa linia kolejowa łącząca stacje Narewka i Planta.